# Liste der Kulturdenkmale in Sachsenheim
Die Liste der Kulturdenkmale in Sachsenheim nennt die Kulturdenkmale der baden-württembergischen Gemeinde Sachsenheim. Grundlage ist die unten aufgeführte Liste der Kulturdenkmale in Baden-Württemberg des Regierungspräsidiums Stuttgart.

## Liste der einzelnen Stadtteile

### Großsachsenheim
| Bild           | Bezeichnung                                      | Lage                                                       | Datierung                   | Beschreibung | ID                       |
| -------------- | ------------------------------------------------ | ---------------------------------------------------------- | --------------------------- | --- | ------------------------ |
| Weitere Bilder | Ehemaliges Wasserschloss                         | Großsachsenheim, Äußerer Schloßhof 5 (Karte)               | circa 1400                  | Das Wasserschloss von circa 1400 wurde nach einem Brand 1544 mit Graben, Mauern und Toren in ringförmiger Anlage neu errichtet. Heute enthält das Schloss das Rathaus der Stadt. Geschützt nach § 28 DSchG. |                          |
|                | Teehaus                                          | Großsachsenheim, Äußerer Schloßhof 6 (Karte)               | bezeichnet 1629             | Geschützt nach § 2 DSchG. |                          |
|                | Ehemaliger Fruchtkasten                          | Großsachsenheim, Äußerer Schloßhof 7, 7/1, 8, 9 (Karte)    | 17. Jahrhundert             | Geschützt nach § 2 DSchG. |                          |
| Weitere Bilder | Bahnhofsgebäude                                  | Großsachsenheim, Bahnhofstraße 7 (Karte)                   | circa 1860                  | Denkmalgeschützte Sachgesamtheit aus Massivbau mit Fachwerk-Dachaufbau, verbrettertem Fachwerkbau und hölzerner Bahnsteighalle. Geschützt nach § 2 DSchG. |                          |
| Weitere Bilder | Friedhofsummauerung mit Schmiedeeisen-Portal     | Großsachsenheim, Bissinger Straße (Karte)                  | 19. Jahrhundert             | Geschützt nach § 2 DSchG. |                          |
|                | Fachwerkbau                                      | Großsachsenheim, Bissinger Straße 3 (Karte)                | 17. Jahrhundert             | Zweigeschossiger, verputzter Fachwerkbau. Geschützt nach § 2 DSchG. | BW                       |
|                | Fachwerkhaus                                     | Großsachsenheim, Brunnenstraße 15 (Karte)                  | bezeichnet 1596             | Giebelständiges, eingeschossiges und verputztes Fachwerkhaus. Geschützt nach § 2 DSchG. |                          |
|                | Fachwerkhaus                                     | Großsachsenheim, Brunnenstraße 19 (Karte)                  | circa 1600                  | Giebelständiges, eingeschossiges und verputztes Fachwerkhaus. Geschützt nach § 2 DSchG. | BW                       |
| Weitere Bilder | Burgruine Altsachsenheim mit Mäuse-Türmle        | Großsachsenheim, Egartenhof (Karte)                        | 13. Jahrhundert             | Sachgesamtheit aus Burgruine aus dem 13. Jahrhundert mit Resten von Tor und Gartenmauer und dem Mäusetürmle (welches eigentlich auf dem Gebiet von Untermberg und damit der Stadt Bietigheim-Bissingen steht). Spätestens ab dem 17. Jahrhundert eine Ruine. Geschützt nach § 28 DSchG.                                                   |                          |
|                | Ehemalige Kelter                                 | Großsachsenheim, Egartenhof 2 (Karte)                      | 1596                        | Ehemalige Kelter ausgeführt als Putzbau mit Eckquaderung und einem Krüppelwalmdach. Geschützt nach § 2 DSchG. | BW                       |
|                | Ehemaliges Herrenhaus                            | Großsachsenheim, Egartenhof 4 (Karte)                      | bezeichnet 1571             | Zweigeschossiger Putzbau mit Krüppelwalmdach und massiver Giebelseite. Geschützt nach § 2 DSchG. | BW                       |
|                | Neue Meierei                                     | Großsachsenheim, Hauptstraße 3 (Karte)                     | 17. Jahrhundert             | Zweigeschossiges, verputztes Fachwerkgebäude aus dem 17. Jahrhundert. Bezeichnet ist es mit 1775, an der Giebelseite befindet sich ein württembergisches Wappen und die Jahreszahl 1714. Geschützt nach § 2 DSchG. | BW                       |
|                | Ehemaliges Gasthaus zum Ochsen                   | Großsachsenheim, Hauptstraße 6 (Karte)                     | Mitte 17. Jahrhundert       | Traufständiges, zweigeschossiges und verputztes Fachwerkgebäude aus der Mitte des 17. Jahrhunderts, der Anbau bezeichnet mit 1801. Geschützt nach § 2 DSchG. | BW                       |
|                | Pfarrhaus                                        | Großsachsenheim, Hauptstraße 15 (Karte)                    | bezeichnet 1493             | Früheres Vogtshaus, heutiges Pfarrhaus. Zweigeschossiges Fachwerkgebäude in Eck- und Hanglage. Gebäude besitzt ein Krüppelwalmdach und einen Rundbogen-Kellereingang. Bezeichnet ist es mit 1493. Geschützt nach § 2 DSchG. |                          |
| Weitere Bilder | Rundturm                                         | Großsachsenheim, Hauptstraße 17 (Karte)                    |                             | siehe Obere Straße 20 |                          |
| Weitere Bilder | Gasthof zum Hirsch                               | Großsachsenheim, Hauptstraße 26 (Karte)                    | 18. Jahrhundert, Kern älter | Giebelständiges, zweigeschossiges und verputztes Fachwerkgebäude aus dem 18. Jahrhundert mit einem älteren Kern sowie einem Wirtshausausleger. Geschützt nach § 2 DSchG. |                          |
| Weitere Bilder | Alte Meierei                                     | Großsachsenheim, Hauptstraße 28, 30 und 28/1, 30/1 (Karte) | circa 1600                  | Denkmalgeschützte Sachgesamtheit Alte Meierei. Traufständiger, verputzter Fachwerkbau mit massivem Westgiebel, Steinkonsolen über dem Erdgeschoss und profilierten Schwellen. Circa aus dem Jahr 1600, bezeichnet mit 1759. Scheune als Steinbau aus gleicher Zeit. Geschützt nach § 2 DSchG.                                             |                          |
|                | Stadtmauerreste                                  | Großsachsenheim, Königstraße 6                             |                             | Vermuteter Stadtmauerrest an Nordgiebel der Scheune. Geschützt nach § 2 DSchG. |                          |
|                | Putzbau des Lichtenstern-Gymnasiums              | Großsachsenheim, Ludwigsburger Straße 34 (Karte)           | 1913                        | Barockisierender Putzbau mit Mansard-Walmdach und rundem Mittelrisalit. Geschützt nach § 2 DSchG. | BW                       |
|                | Fachwerkgebäude                                  | Großsachsenheim, Obere Straße 3 (Karte)                    | 17. Jahrhundert             | Giebelständiges, zweigeschossiges Fachwerkgebäude aus dem 17. Jahrhundert. Geschützt nach § 2 DSchG. | BW                       |
| Weitere Bilder | Wehrkirche St. Fabian und Sebastian und Rundturm | Großsachsenheim, Obere Straße 20 (Karte)                   | ersterwähnt 1256            | Denkmalgeschützte Sachgesamtheit aus evangelischer Pfarrkirche und Rundturm mit Spitzdach. Kirche mit hohen Türmen und Mauern als ehemalige Wehranlage. 1256 das erste Mal erwähnt, 1484 neu gestaltet und erweitert. Rundturm aus dem 15. / 16. Jahrhundert als Teil der ehemaligen Wehranlage der Kirche. Geschützt nach § 28(2) DSchG. | Wikidata-Objekt anzeigen |
|                | Fachwerkscheune                                  | Großsachsenheim, Obere Straße 24a (Karte)                  | 17. / 18. Jahrhundert       | Fachwerkscheune mit niedrigem Massivsockel aus dem 17. / 18. Jahrhundert. Geschützt nach § 2 DSchG. | BW                       |
|                | Ehemaliges Mesnerhaus                            | Großsachsenheim, Obere Straße 32 (Karte)                   | 1698                        | Ein- bis dreigeschossiger Putzbau dessen Fachwerk am Ostgiebel, zum Kirchhof hin, freiliegt. Profilierter Eingang mit Inschrift und Datierung 1698. Geschützt nach § 2 DSchG. | BW                       |
| Weitere Bilder | Fachwerkhaus                                     | Großsachsenheim, Obere Straße 43 (Karte)                   | 17. Jahrhundert             | Zweigeschossiges, verputztes Fachwerkhaus in Ecklage aus dem 17. Jahrhundert. Hohe Außentreppe und ein Rundbogen-Scheunentor. Geschützt nach § 2 DSchG. |                          |
|                | Ettermauer                                       | Großsachsenheim, bei Oberriexinger Straße 17 (Karte)       |                             | Abschnitt der ehemaligen Ettermauer. Geschützt nach § 2 DSchG. | BW                       |
|                | Ehemalige Ölmühle                                | Großsachsenheim, Sersheimer Straße 49 (Karte)              | 17. / 18. Jahrhundert       | Massiver, zweigeschossiger Putzbau mit Eckquaderung aus dem 17. / 18. Jahrhundert. Mit Ochsenaugen ausgestattet. Der Giebel ist mit Stockwerksgesimsen gegliedert. Geschützt nach § 2 DSchG. | BW                       |
|                | Backstein-Villa                                  | Großsachsenheim, Weststraße 6 (Karte)                      | circa 1880/90               | Backstein-Villa mit Sandsteinverzierungen in klassizistischen Formen von circa 1880/90. Dazu ein ebenfalls aus Backsteinen bestehendes Kutscherhaus und die Parkanlage. | BW                       |

### Häfnerhaslach
| Bild           | Bezeichnung                           | Lage                                                            | Datierung                                                | Beschreibung | ID |
| -------------- | ------------------------------------- | --------------------------------------------------------------- | -------------------------------------------------------- | --- | -- |
|                | Ofenfuß, Fachwerkscheuer              | Häfnerhaslach, Gündelbacher Straße 1                            | bezeichnet 1733, 18. Jahrhundert                         | Auf das Jahr 1733 bezeichneter Ofenfuß am Wohnhaus und eine Fachwerkscheuer aus dem 18. Jahrhundert. Geschützt nach § 2 DSchG. |    |
|                | Gußeiserner Pumpbrunnen               | Häfnerhaslach, gegenüber dem Gebäude Gündelbacher Straße 3      | 19. Jahrhundert                                          | Einfacher gusseiserner Pumpbrunnen aus dem 19. Jahrhundert. Geschützt nach § 2 DSchG. |    |
|                | Gußeiserner Pumpbrunnen mit Steintrog | Häfnerhaslach, bei Gebäude Gündelbacher Straße 6                | 19. Jahrhundert                                          | Gußeiserner Pumpbrunnen mit Steintrog aus dem 19. Jahrhundert. Geschützt nach § 2 DSchG. |    |
|                | Gußeiserner Pumpbrunnen               | Häfnerhaslach, Häfnerstraße                                     |                                                          | Zwei nebeneinander stehende gusseiserne Pumpbrunnen. Geschützt nach § 2 DSchG. |    |
|                | Gußeiserner Pumpbrunnen               | Häfnerhaslach, Häfnerstraße/Töpferstraße                        | 19. Jahrhundert                                          | Gußeiserner Pumpbrunnen aus dem 19. Jahrhundert. Geschützt nach § 2 DSchG. |    |
|                | Fachwerkwohnhaus                      | Häfnerhaslach, Häfnerstraße 1 (Karte)                           | 17. Jahrhundert                                          | Verputztes Fachwerkwohnhaus in Ecklage aus dem 17. Jahrhundert. Geschützt nach § 2 DSchG. | BW |
|                | Fachwerkwohnhaus                      | Häfnerhaslach, Häfnerstraße 2 (Karte)                           | bezeichnet 1719                                          | Fachwerkwohnhaus mit hoher und überdeckter Außentreppe. Geschützt nach § 2 DSchG. | BW |
|                | Fachwerkwohnhaus                      | Häfnerhaslach, Häfnerstraße 6 (Karte)                           | 16. Jahrhundert                                          | Fachwerkwohnhaus in Ecklage aus dem 16. Jahrhundert. Krüppelwalmdach, Zierfachwerk und freiliegender Giebelseite. Geschützt nach § 2 DSchG. | BW |
|                | Ofenfuß                               | Häfnerhaslach, Häfnerstraße 7 (Karte)                           | bezeichnet 1780                                          | Auf 1780 bezeichneter Ofenfuß am Wohnhaus. Geschützt nach § 2 DSchG. | BW |
|                | Fachwerkhaus                          | Häfnerhaslach, Häfnerstraße 11 (Karte)                          | 17./18. Jahrhundert                                      | Giebelständiges Fachwerkhaus aus dem 17./18. Jahrhundert. Geschützt nach § 2 DSchG. | BW |
|                | Fachwerkgebäude                       | Häfnerhaslach, Häfnerstraße 12 (Karte)                          | 18. Jahrhundert                                          | Ortsbildprägendes, traufständiges Fachwerkgebäude aus dem 18. Jahrhundert mit modernen Veränderungen. Geschützt nach § 2 DSchG. | BW |
|                | Fachwerkscheuer                       | Häfnerhaslach, Häfnerstraße 12a (Karte)                         | 18. Jahrhundert                                          | Fachwerkscheuer mit Krüppelwalmdach und Durchfahrt aus dem 18. Jahrhundert. Geschützt nach § 2 DSchG. | BW |
|                | Gußeiserner Pumpbrunnen               | Häfnerhaslach, bei Gebäude Häfnerstraße 17                      | 19. Jahrhundert                                          | Gußeiserner Pumpbrunnen aus dem 19. Jahrhundert. Geschützt nach § 2 DSchG. |    |
|                | Fachwerkhaus                          | Häfnerhaslach, Häfnerstraße 23 (Karte)                          | 17. Jahrhundert                                          | Verputztes Fachwerkhaus in Hanglage aus dem 17. Jahrhundert. Geschützt nach § 2 DSchG. | BW |
|                | Gasthaus zur Linde                    | Häfnerhaslach, Häfnerstraße 27 (Karte)                          |                                                          | Traufständiges Fachwerkgebäude aus dem 19. Jahrhundert. An der Gebäuderückseite befindet sich ein Ofenfuß mit Muschel. Geschützt nach § 2 DSchG.                                                                                                | BW |
|                | Wetterfahne                           | Häfnerhaslach, Häfnerstraße 30 (Karte)                          |                                                          | Wetterfahne der ehemaligen Schmiede. Geschützt nach § 2 DSchG. | BW |
|                | Fachwerkwohnhaus                      | Häfnerhaslach, Häfnerstraße 36 (Karte)                          | 17. Jahrhundert                                          | Fachwerkwohnhaus in Ecklage aus dem 17. Jahrhundert. Geschützt nach § 2 DSchG. | BW |
|                | Fachwerkwohnhaus                      | Häfnerhaslach, Häfnerstraße 38 (Karte)                          | 17./18. Jahrhundert                                      | Giebelständiges Fachwerkwohnhaus mit niedrigem Massivsockel und Wetterdächern. Erbaut im 17./18. Jahrhundert. Geschützt nach § 2 DSchG. | BW |
|                | Fachwerk-Einhaus                      | Häfnerhaslach, Häfnerstraße 39                                  |                                                          | Traufständiges Fachwerk-Einhaus aus dem 18./19. Jahrhundert. Geschützt nach § 2 DSchG. |    |
|                | Fachwerkscheuer                       | Häfnerhaslach, Häfnerstraße 40 (Karte)                          | 1735                                                     | Traufständige Fachwerkscheuer mit Bezeichnung 1735 an Eckständer. Geschützt nach § 2 DSchG. | BW |
|                | Fachwerk-Wohnstallhaus                | Häfnerhaslach, Häfnerstraße 49 (Karte)                          | Anfang 17. Jahrhundert                                   | Fachwerk-Wohnstallhaus mit Zierfachwerk aus Anfang des 17. Jahrhunderts. Geschützt nach § 2 DSchG. | BW |
|                | Ofenfuß mit Bretzel                   | Häfnerhaslach, Häfnerstraße 55 (Karte)                          |                                                          | Ofenfuß mit Bretzel an traufständiger Scheune. Geschützt nach § 2 DSchG. | BW |
|                | Fachwerkwohnhaus                      | Häfnerhaslach, Kirlesstraße 1 (Karte)                           | 17. Jahrhundert                                          | Verputztes Fachwerkwohnhaus in Ecklage aus dem 17. Jahrhundert. Geschützt nach § 2 DSchG. | BW |
|                | Fachwerkwohnhaus                      | Häfnerhaslach, Rundlingstraße 2 (Karte)                         | 19. Jahrhundert                                          | Bäuerliches Fachwerkwohnhaus mit angebautem Stall und Scheuer in Ecklage aus dem 19. Jahrhundert. Geschützt nach § 2 DSchG. | BW |
|                | Fachwerkwohnhaus                      | Häfnerhaslach, Rundlingstraße 6 (Karte)                         | 18. Jahrhundert                                          | Fachwerkwohnhaus mit niedrigem Massivsockel in Eck- und Hanglage aus dem 18. Jahrhundert. Geschützt nach § 2 DSchG. | BW |
|                | Fachwerkwohnhaus                      | Häfnerhaslach, Rundlingstraße 8 (Karte)                         | 16. Jahrhundert                                          | Fachwerkwohnhaus mit Zierfachwerk und überdecktem Treppenaufgang in Hanglage aus dem 16. Jahrhundert. Geschützt nach § 2 DSchG (einst nach § 28 DSchG).                                                                                         | BW |
|                | Fachwerk-Einhaus                      | Häfnerhaslach, Rundlingstraße 10 (Karte)                        | 18. Jahrhundert, bezeichnet 1898                         | Traufständiges Fachwerk-Einhaus mit Zwerchhaus. Gebäude in Hanglage mit Bezeichnung auf 1898, im Kern wohl 18. Jahrhundert. Geschützt nach § 2 DSchG.                                                                                           | BW |
|                | Rathaus, ehemaliges Schulhaus         | Häfnerhaslach, Rundlingstraße 12 (Karte)                        | 17./18. Jahrhundert                                      | Ehemaliges Schulgebäude, heutiges Rathaus (Verwaltungsstelle). Das Fachwerkhaus mit Krüppelwalmdach in Hanglage aus dem 17./18. Jahrhundert ist mit einem Rundbogen-Kellereingang ausgestattet. Geschützt nach § 2 DSchG.                       |    |
|                | Gußeiserner Pumpbrunnen mit Steintrog | Häfnerhaslach, unterhalb des Gebäudes Rundlingstraße 12 (Karte) | 19. Jahrhundert                                          | Einfacher gusseiserner Pumpbrunnen mit Steintrog aus dem 19. Jahrhundert. Geschützt nach § 2 DSchG. |    |
|                | Kilometerstein                        | Häfnerhaslach, vor dem Gebäude Rundlingstraße 12 (Karte)        | Mitte 19. Jahrhundert                                    | Kilometerstein aus der Mitte des 19. Jahrhunderts. Geschützt nach § 2 DSchG. |    |
|                | Wohnstall-Fachwerkhaus                | Häfnerhaslach, Rundlingstraße 13 (Karte)                        | 18. Jahrhundert (Gebäude), 19. Jahrhundert (Pumpbrunnen) | Verputztes Wohnstall-Fachwerkhaus in Hanglage aus dem 18. Jahrhundert. Gußeiserner Pumpbrunnen aus dem 19. Jahrhundert vor dem Gebäude. Geschützt nach § 2 DSchG.                                                                               | BW |
|                | Kelter                                | Häfnerhaslach, Rundlingstraße 14 (Karte)                        | bezeichnet 1592 (Kelter), 19. Jahrhundert (Pumpbrunnen)  | Fachwerkbau mit Krüppelwalmdach in Hanglage. Bezeichnet mit 1592. Davor ein einfacher gusseiserner Pumpbrunnen aus dem 19. Jahrhundert. Geschützt nach § 28 DSchG.                                                                              | BW |
|                | Fachwerk-Doppelwohnhaus               | Häfnerhaslach, Rundlingstraße 15, 17 (Karte)                    | 1525/1558                                                | Fachwerk-Doppelwohnhaus das einst als Gästehaus des Beginen-Klosters diente. Nr. 15 mit Krüppelwalmdach und auf 1525 datiert. Nr. 17 mit Fenstererker, verputzt und Bohlenbalkendecke in der Stube. Datiert auf 1558. Geschützt nach § 2 DSchG. | BW |
| Weitere Bilder | Pfarrkirche St. Remigius              | Häfnerhaslach, Rundlingstraße 16 (Karte)                        | 15. Jahrhundert                                          | Die evangelische Pfarrkirche St. Remigius ist mit einem Chor aus dem 15. Jahrhundert ausgestattet und wurde später mit einem auf 1767 bezeichneten Schiff erweitert. Geschützt nach § 28 DSchG.                                                 |    |
|                | Pfarrhaus                             | Häfnerhaslach, Rundlingstraße 18 (Karte)                        | bestand schon 1556                                       | Verputztes Fachwerkhaus, heutiges Pfarrhaus, bis 1556 Beginen-Haus. Wurde 1834 erneuert. Dazugehörend ein Waschhaus mit Walmdach aus dem 19. Jahrhundert. Geschützt nach § 28 DSchG.                                                            | BW |
|                | Ehemaliges Schulhaus                  | Häfnerhaslach, Rundlingstraße 19 (Karte)                        | 1832                                                     | Traufständiger Fachwerkbau mit hohem Treppenaufgang und Rundbogen-Kellereingang. Geschützt nach § 2 DSchG. |    |
|                | Ehemalige Pfarrscheuer                | Häfnerhaslach, Rundlingstraße 20 (Karte)                        | 18. Jahrhundert                                          | Massivbau aus dem 18. Jahrhundert mit Krüppelwalmdach und Rundbogen-Kellereingang. Geschützt nach § 2 DSchG. | BW |
|                | Fachwerkwohnhaus                      | Häfnerhaslach, Sternenfelser Straße 1 (Karte)                   | 16. Jahrhundert                                          | Fachwerkwohnhaus mit massivem Sockel und freiliegender Giebelseite. Bau aus dem 16. Jahrhundert, verbaut mit Töpfergasse 13. Geschützt nach § 28 DSchG.                                                                                         | BW |
|                | Ehemaliges Gasthaus zum Ochsen        | Häfnerhaslach, Sternenfelser Straße 2 (Karte)                   | 1501                                                     | Fachwerkhaus aus dem 16. Jahrhundert mit seitlich hoher Vortreppe, Zierfachwerk und erkerartigem Vorbau mit eigenem Zeltdach aus dem 18. Jahrhundert. Geschützt nach § 28 DSchG.                                                                | BW |
|                | Wirtshausausleger                     | Häfnerhaslach, Sternenfelser Straße 4 (Karte)                   | 19./20. Jahrhundert                                      | Wirtshausausleger des Gasthauses zum Lamm aus dem 19./20. Jahrhundert. Geschützt nach § 2 DSchG. | BW |
|                | Fachwerkbau                           | Häfnerhaslach, Sternenfelser Straße 8 (Karte)                   | 17./18. Jahrhundert                                      | Giebelständiger Fachwerkbau aus dem 17./18. Jahrhundert. Traufständiger Anbau und hohe Außentreppe. Geschützt nach § 2 DSchG. | BW |
|                | Fachwerkwohnhaus                      | Häfnerhaslach, Töpfergasse 3                                    | 18. Jahrhundert                                          | Hofanlage mit Fachwerkwohnhaus mit niedrigem Massivsockel. 18. Jahrhundert. Geschützt nach § 2 DSchG. |    |
|                | Fachwerk-Einhaus                      | Häfnerhaslach, Töpfergasse 7 (Karte)                            | bezeichnet 1726                                          | Fachwerk-Einhaus mit niedrigem Massivsockel. Bezeichnung 1726 an Eckständer. Glasierte Tonkugel und Dachziegel, verzierte Firstziegel und im Giebel eingemauerte Milchtöpfe. Geschützt nach § 2 DSchG.                                          | BW |
|                | Fachwerkwohnhaus                      | Häfnerhaslach, Töpfergasse 13 (Karte)                           | 16. Jahrhundert                                          | Verputztes Fachwerkwohnhaus aus dem 16. Jahrhundert mit schrägliegendem, äußerem Kellerzugang. Verbaut mit Sternenfelser Straße 1. Geschützt nach § 2 DSchG.                                                                                    | BW |
|                | Ofenfuß                               | Häfnerhaslach, Weinstraße 9 (Karte)                             | bezeichnet 1784                                          | Mit 1784 bezeichneter Ofenfuß im Wohnhaus. Geschützt nach § 2 DSchG. | BW |

### Hohenhaslach
| Bild           | Bezeichnung                                      | Lage                                             | Datierung                            | Beschreibung | ID |
| -------------- | ------------------------------------------------ | ------------------------------------------------ | ------------------------------------ | --- | -- |
|                | Friedhofstore, Steinpfeiler mit Gußeisengittern  | Hohenhaslach, An der Steige (Karte)              | 19. Jahrhundert                      | Friedhofstore und Steinpfeiler aus dem 19. Jahrhundert mit Gußeisengittern. Geschützt nach § 2 DSchG. | BW |
|                | Gefallenendenkmal                                | Hohenhaslach, An der Steige (Karte)              | 1928                                 | Gefallenendenkmal des Ersten Weltkriegs von Karl Fegler und Söhne von 1928. Eine Sandsteinsäule auf einem Polygonalsockel mit einem „Eisernen Kreuz“-Aufsatz. Geschützt nach § 2 DSchG. |    |
|                | Friedhofshäuschen                                | Hohenhaslach, An der Steige 35 (Karte)           | 19. Jahrhundert                      | Friedhofshäuschen in Ecklage aus dem 19. Jahrhundert. Der kleine Sandstein-Einraumbau besitzt ein Walmdach und Rundbogen-Türen bzw. -Fenster. Geschützt nach § 2 DSchG. | BW |
|                | Gewölbekeller                                    | Hohenhaslach, An der Steige 49 (Karte)           | bezeichnet 1733                      | Ein stattlicher Gewölbekeller mit Rundbogentor zur Neuen Gasse hin. Geschützt nach § 2 DSchG. | BW |
|                | Fachwerkwohnstallhaus                            | Hohenhaslach, An der Steige 51 (Karte)           | 16./17. Jahrhundert, bezeichnet 1868 | Giebelständiges Fachwerkwohnstallhaus des 16./17. Jahrhunderts, bezeichnet mit 1868. Rückseitig ein Rundbogen-Kellertor und Stützpfeiler. Geschützt nach § 2 DSchG. | BW |
|                | Gasthaus Ochsen                                  | Hohenhaslach, An der Steige 53 (Karte)           | bezeichnet 1798                      | Traufständiger Putzbau mit Mansard-Krüppelwalmdach. Sandstein verblendetes Erdgeschoss mit reich profiliertem Eingang. Bezeichnet mit 1798 Im Sockel der dazugehörigen ehemaligen Scheuer wohl Stadtmauerreste. Geschützt nach § 2 DSchG. |    |
|                | Ehemaliges Gasthaus                              | Hohenhaslach, An der Steige 64 (Karte)           | 1700                                 | Traufständig verputzter Fachwerkbau mit Rundbogenfenster. Bezeichnet mit 1700. Geschützt nach § 2 DSchG. | BW |
|                | Türsturz                                         | Hohenhaslach, An der Steige 65 (Karte)           | 1855                                 | Mit 1855 bezeichneter Türsturz eines Eindachhauses. Geschützt nach § 2 DSchG. | BW |
|                | Einfahrt                                         | Hohenhaslach, An der Steige 67                   | 19. Jahrhundert                      | Sandstein-Einfahrt aus dem 19. Jahrhundert am Wohnhaus. Schmiedezeichen um 1925. Geschützt nach § 2 DSchG. |    |
|                | Eindachhaus-Fachwerkbau                          | Hohenhaslach, An der Steige 69 (Karte)           | 17. Jahrhundert                      | Giebelständiger, verputzter Eindachhaus-Fachwerkbau aus dem 17. Jahrhundert. Fensterrahmen mit getreppten Konsolen. Geschützt nach § 2 DSchG. | BW |
|                | Backhaus                                         | Hohenhaslach, Backhausgasse 5 (Karte)            | 19. Jahrhundert                      | Kleiner Einraum-Putzbau aus dem 19. Jahrhundert. Geschützt nach § 2 DSchG. | BW |
|                | Gußeiserner Pumpbrunnen                          | Hohenhaslach, bei Etzweg 1                       | 19. Jahrhundert                      | Gußeiserner Pumpbrunnen aus dem 19. Jahrhundert. Geschützt nach § 2 DSchG. |    |
|                | Rundbogen-Kellertor                              | Hohenhaslach, Freudentaler Straße 14 (Karte)     |                                      | Rundbogen-Kellertor der ehemaligen Mühle. Geschützt nach § 2 DSchG. | BW |
|                | Kelter                                           | Hohenhaslach, Kelterplatz 11 (Karte)             | bezeichnet 1767                      | Verputzter Einraumbau mit Walmdach und Segmentbogentür. Geschützt nach § 2 DSchG. | BW |
|                | Bäuerliches Wohnhaus                             | Hohenhaslach, Kirchstraße 4 (Karte)              | 17. Jahrhundert                      | Giebelständiger, verputzter Fachwerkbau aus dem 17. Jahrhundert. Geschützt nach § 2 DSchG. | BW |
|                | Backhaus                                         | Hohenhaslach, Kirchstraße                        | 19. Jahrhundert                      | Kleiner Einraumbau in Haustein in Ecklage. Geschützt nach § 2 DSchG. |    |
|                | Pfarrhaus                                        | Hohenhaslach, Kirchstraße 5 (Karte)              | um 1895                              | Evangelisches Pfarrhaus als giebelständiger, verputzter Massivbau. Erstellt mit Treppengiebel und Haustein-Rahmungen um 1895. Geschützt nach § 2 DSchG. |    |
|                | Fachwerkscheuer                                  | Hohenhaslach, zugehörig zu Kirchstraße 6 (Karte) | 18. Jahrhundert                      | Verputzte Fachwerkscheuer in Ecklage aus dem 18. Jahrhundert. Ausgestattet mit Krüppelwalmdach und Rundbogen-Kellertor. Geschützt nach § 2 DSchG. | BW |
|                | Bäuerliches Wohnhaus                             | Hohenhaslach, Küferstraße 1 (Karte)              | 18. Jahrhundert                      | Putzbau mit Krüppelwalmdach und Rundbogen-Kellereingang in Ecklage. Geschützt nach § 2 DSchG. | BW |
|                | Rundbogen-Kellertor                              | Hohenhaslach, Küferstraße 1a                     | 17./18. Jahrhundert                  | Rundbogen-Kellertor an Scheune. Geschützt nach § 2 DSchG. |    |
|                | Holz-Fensterrahmung                              | Hohenhaslach, Küferstraße 14 (Karte)             | 1601                                 | Holz-Fensterrahmung mit Konsolen an Wohnhaus. Geschützt nach § 2 DSchG. | BW |
|                | Freiheitsrose                                    | Hohenhaslach, Küferstraße 16 (Karte)             |                                      | „Freiheitsrose“ als Holzrelief an südöstlicher Ecke des Gebäudes. Geschützt nach § 2 DSchG. | BW |
|                | Rathaus                                          | Hohenhaslach, Marktplatz 1 (Karte)               | 19. Jahrhundert                      | Ehemaliges Rathaus, heutige Verwaltungsstelle. Würfelförmiger Putzbau mit Walmdach und Dachreiter. Geschützt nach § 2 DSchG. | BW |
|                | Pfarrkirche St. Georg                            | Hohenhaslach, Marktplatz 2 (Karte)               | um 1230                              | Evangelische Pfarrkirche St. Georg eine einfache verputzte Chorturmkirche. Um 1230, Schiff von 1566 und 1792 erweitert. Geschützt nach § 28 DSchG. |    |
|                | Wohnhaus                                         | Hohenhaslach, Marktplatz 3 (Karte)               | 17./18. Jahrhundert                  | An Giebeln freiliegendes, traufständiges Fachwerk-Wohnhaus. Geschützt nach § 2 DSchG. | BW |
|                | Schule                                           | Hohenhaslach, Marktplatz 6 (Karte)               | bezeichnet 1901                      | Stattlich verputzter Massivbau mit überhöhtem Mittelrisalit und Hausteinrahmungen. Bezeichnet das Jahr 1901. Geschützt nach § 2 DSchG. | BW |
|                | Ehemaliges Pfarrhaus                             | Hohenhaslach, Marktplatz 10 (Karte)              | 16. Jahrhundert, bezeichnet 1767     | Reicher Fachwerkbau aus dem 16. Jahrhundert in Platzmitte. Anbau mit Walmdach und Rundbogen-Kellereingang. Diente als Pfarrhaus von 1775 bis 1897. Geschützt nach § 2 DSchG. |    |
|                | Ehemaliges Rüst- und Pfarrhaus                   | Hohenhaslach, Marktplatz 12 (Karte)              | spätestens 16. Jahrhundert           | Traufständiger Fachwerkbau mit giebelseitigem Standerker, Segmentbogentür, geohrten Fensterrahmen und Rundbogen-Kellereingang. Untergeschoss stammt vom Vorgängerbau, dem Rüsthaus der Festung. Im Kelleboden angeblich eine erhaltene, rechteckige mittelalterliche Zisterne. Diente als Pfarrhaus bis 1775. Elternhaus des Eberhard David Hauber. Dazugehörig die zwei rechtwinklig zum Marktplatz stehenden Fachwerkscheuern. Geschützt nach § 2 DSchG. |    |
|                | Eindachhaus                                      | Hohenhaslach, Ochsenbacher Straße 1 (Karte)      |                                      | Geschützt nach § 2 DSchG. | BW |
|                | Keilstein                                        | Hohenhaslach, Ochsenbacher Straße 3 (Karte)      | bezeichnet 1868                      | Auf 1868 bezeichneter Keilstein an Eindachhaus. Geschützt nach § 2 DSchG. | BW |
|                | Erdgeschoss                                      | Hohenhaslach, Panoramaweg 2 (Karte)              | 17. Jahrhundert                      | Erdgeschoss als Teil der ehemaligen Stadtmauer und mit Rundbogen Kellertor des 17. Jahrhunderts. Geschützt nach § 2 DSchG. | BW |
|                | Ehemaliges Wohnstallhaus                         | Hohenhaslach, Paulinenstraße 2 (Karte)           | 17. Jahrhundert                      | Ehemaliges Wohnstallhaus aus dem 17. Jahrhundert. Verputzter Fachwerkbau mit massivem Erdgeschoss und Krüppelwalmdach. Geschützt nach § 2 DSchG. | BW |
|                | Backhaus                                         | Hohenhaslach, Rechentshofener Straße 3 (Karte)   | 19. Jahrhundert                      | Kleiner Einraum-Putzbau aus dem 19. Jahrhundert. Geschützt nach § 2 DSchG. | BW |
|                | Pumpbrunnen                                      | Hohenhaslach, Rechentshofener Straße 14          | 19. Jahrhundert                      | Gußeiserner Pumpbrunnen aus dem 19. Jahrhundert. Geschützt nach § 2 DSchG. |    |
|                | Grabhügel                                        | Hohenhaslach, Flur Kelterle                      |                                      | Westlich von Hohenhaslach im Flur Kelterle gelegener Grabhügel. Geschützt nach § 12 DSchG. |    |
|                | Gedenkkreuz                                      | Hohenhaslach, Gewann Nonnenhart (Karte)          | bezeichnet 1634 oder 1631            | Steinkreuz mit Inschrift für einen durch Soldaten Erschossenen. Liegt östlich der L 1106 von Hohenhaslach nach Horrheim. Geschützt nach § 2 DSchG. |    |
| Weitere Bilder | Ehemaliges Zisterzienserinnenkloster Mariae Kron | Hohenhaslach, Rechentshofen (Karte)              | ab circa 1240                        | Denkmalgeschützte Sachgesamtheit aus zum Getreidespeicher umgebauter ehemaliger Klosterkirche, ehemaligem Klausurgebäude, Rundbogen-Kellerhals, an Kirche gebauter Scheune, Laufbrunnen, Wohnhaus des Verwalters, Wirtschaftsgebäuden und Torpfosten. |    |

### Kleinsachsenheim
| Bild | Bezeichnung              | Lage                                                  | Datierung                                                      | Beschreibung | ID |
| ---- | ------------------------ | ----------------------------------------------------- | -------------------------------------------------------------- | --- | -- |
|      | Friedhofsmauer           | Kleinsachsenheim, Austraße                            | 1. Hälfte des 16. Jahrhunderts, 1700, 1835                     | Friedhofsmauer um 1700 und 1835 mit drei vermutlich um 1700 dorthin versetzten Steinreliefs aus der 1. Hälfte des 16. Jahrhunderts. Außerdem unbekannter Herkunft, das Brustbild eines Gekreuzigten und einer Frau. Geschützt nach § 2 DSchG.                      |    |
|      | Ehemaliger Widumhof      | Kleinsachsenheim, Großsachsenheimer Straße 1 (Karte)  | 18. Jahrhundert, Kern älter                                    | Stattliches Fachwerk-Einhaus in Ecklage aus dem 18. Jahrhundert und noch älterem Kern. Geschützt nach § 2 DSchG. | BW |
|      | Haus Oppenländer         | Kleinsachsenheim, Großsachsenheimer Straße 16 (Karte) | bezeichnet 1627                                                | Ehemaliger Herrensitz, sogenanntes Haus Opperländer. Ein giebelständiger, verputzter Fachwerkbau mit rund-, spitz- und segmentbogigen Toren im massiven Erdgeschoss und profilierten Rahmungen. Geschützt nach § 2 DSchG.                                          | BW |
|      | Kelter                   | Kleinsachsenheim, Kelterstraße 5 (Karte)              | 19. Jahrhundert                                                | Großer Einraumbau aus dem 19. Jahrhundert. In Haustein und mit Fachwerkgiebel gefertigt. Geschützt nach § 2 DSchG. | BW |
|      | Wohnstallhaus            | Kleinsachsenheim, Kelterstraße 6 (Karte)              | 17. Jahrhundert                                                | Traufständiger, verputzter Fachwerkbau aus dem 17. Jahrhundert. Geschützt nach § 2 DSchG. | BW |
|      | Keilstein                | Kleinsachsenheim, Kelterstraße 17                     | 18./19. Jahrhundert                                            | An Wohnhaus ein Keilstein mit Monogramm und Handwerkerzeichen aus dem 18./19. Jahrhundert. Geschützt nach § 2 DSchG. |    |
|      | Schlössle                | Kleinsachsenheim, Kelterstraße 25 (Karte)             | bezeichnet 1621 und 1720 und älterem Sockel, jetziger Bau 1920 | Sogenanntes Schlössle in Ecklage an steilem Hang. Jetziger vielgliedriger und zum Teil mit Holz verschindelter Bau von 1920. Geschützt nach § 28 DSchG. | BW |
|      | Pfarrhaus                | Kleinsachsenheim, Kirchplatz 6 (Karte)                | bezeichnet 1575                                                | Das evangelische Pfarrhaus als ein auf 1575 bezeichneter Fachwerkbau. Das Gebäude in Ecklage ist ausgestattet mit einem Krüppelwalmdach, Rundbogenkeller und einem eingefriedeten Pfarrgarten. Geschützt nach § 2 DSchG.                                           | BW |
|      | Backhaus                 | Kleinsachsenheim, Löchgauer Straße 15 (Karte)         | 19. Jahrhundert                                                | Kleiner, traufständiger Einraum-Quaderbau aus dem 19. Jahrhundert. Geschützt nach § 2 DSchG. | BW |
|      | Pfarrkirche              | Kleinsachsenheim, Obere Kirchstraße 1 (Karte)         |                                                                | Putzbau mit stattlichem Wehrturm und Substruktionsmauer. Evangelische Pfarrkirche „Zu unserer Lieben Frau“, eine ehemalige Wehrturmkirche aus dem 13. Jahrhundert. Bezeichnete Umbauten von 1463, 1568 und 1619. Umgebaut auch 1947–50. Geschützt nach § 28 DSchG. | BW |
|      | Giebeldreieck mit Weible | Kleinsachsenheim, Obere Kirchstraße 6 (Karte)         | 18. Jahrhundert                                                | Giebeldreieck mit Neidkopf, dem sogenannten Weible, an Fachwerkhaus. Stammt wohl aus dem 18. Jahrhundert Geschützt nach § 2 DSchG. | BW |
|      |                          | Kleinsachsenheim                                      |                                                                | Geschützt nach § 2 DSchG. |    |
|      | Rathaus                  | Kleinsachsenheim, Rathausstraße 2 (Karte)             | bezeichnet 1614                                                | Mit 1614 bezeichneter Fachwerkbau in Ecklage mit Dachreiter und Rundbogen-Kellertor. Geschützt nach § 28 DSchG. | BW |
|      | Einhaus                  | Kleinsachsenheim, Rathausstraße 3 (Karte)             | 17. Jahrhundert                                                | Verkleidetes, giebelständiges Fachwerk-Einhaus aus dem 17. Jahrhundert. Geschützt nach § 2 DSchG. | BW |
|      | Einhaus                  | Kleinsachsenheim, Rathausstraße 4 (Karte)             | 17. Jahrhundert                                                | Verputztes, giebelständiges Fachwerk-Einhaus aus dem 17. Jahrhundert. Geschützt nach § 2 DSchG. | BW |
|      | Gasthaus zur Krone       | Kleinsachsenheim, Rathausstraße 15 (Karte)            | bezeichnet 1610                                                | Mit 1610 bezeichneter, stattlicher Massivbau in Ecklage. Ausgestattet mit einem verputzten Fachwerkgiebel und einem großen Rundbogen-Kellertor. Geschützt nach § 2 DSchG.                                                                                          | BW |
|      | Obere Mühle              | Kleinsachsenheim, Obere Mühle, Obere Mühle 2 (Karte)  | 1768, 1828, 1907                                               | Mit 1828 und 1907 bezeichnete Obere Mühle. Lang gezogener Backsteinbau mit Backstein-Nebengebäuden, um 1900. Außerdem ein mit 1768 bezeichneter vermauerter Keilstein. Geschützt nach § 2 DSchG.                                                                   | BW |

### Ochsenbach
| Bild           | Bezeichnung                        | Lage                                         | Datierung                                            | Beschreibung | ID |
| -------------- | ---------------------------------- | -------------------------------------------- | ---------------------------------------------------- | --- | -- |
|                | Fachwerk                           | Ochsenbach, Blankenhornstraße 1 (Karte)      | 17. Jahrhundert                                      | Traufständiges, verputztes Fachwerk aus dem 17. Jahrhundert. Ausgestattet mit einem Kellerhals und Vorstoß. Geschützt nach § 2 DSchG. | BW |
|                | Keilstein                          | Ochsenbach, Blankenhornstraße 2 (Karte)      | bezeichnet 1823                                      | 1823 bezeichnender Keilstein an Wohnhaus. Geschützt nach § 2 DSchG. | BW |
|                | Fachwerk-Wohnhaus                  | Ochsenbach, Blankenhornstraße 10 (Karte)     | 19. Jahrhundert                                      | Giebelständiges Fachwerk-Wohnhaus mit seitlichem Ausbau. Geschützt nach § 2 DSchG. | BW |
|                | Ofenfuß                            | Ochsenbach, Blankenhornstraße 20             | bezeichnet 1824                                      | 1824 bezeichnender Ofenfuß an Fachwerkscheuer. Geschützt nach § 2 DSchG. |    |
|                | Bromberger Mühle                   | Ochsenbach, Bromberger Mühle 1 (Karte)       | bezeichnet 1610                                      | Fachwerkgebäude auf hohem Massivsockel und mit Zierfachwerk. 1984 restauriertes Wasserrad, das zweitgrößte in Deutschland. Außerdem Fachwerk-Nebengebäude mit vorgebautem Rundbogen-Kellereingang. Geschützt nach § 2 DSchG.                                                                                     | BW |
|                | Fachwerk-Wohnhaus                  | Ochsenbach, Dorfstraße 2 (Karte)             | 19. Jahrhundert                                      | Giebelständiges Fachwerk-Wohnhaus aus dem 19. Jahrhundert. Geschützt nach § 2 DSchG. | BW |
|                | Neidkopf                           | Ochsenbach, Dorfstraße 6                     |                                                      | Geschützt nach § 2 DSchG. |    |
|                | Wirtshausausleger                  | Ochsenbach, Dorfstraße 9 (Karte)             | 18./19. Jahrhundert                                  | Schmiedeeiserner Wirtshausausleger des Gasthofs zum Adler. Geschützt nach § 2 DSchG. | BW |
|                | Fachwerk-Scheuer                   | Ochsenbach, Dorfstraße 9a/13a (Karte)        | bezeichnet 1816                                      | Mit 1816 bezeichnete Fachwerk-Scheuer mit Krüppelwalmdach. Geschützt nach § 2 DSchG. | BW |
|                | Ehemalige Zehntscheuer             | Ochsenbach, Dorfstraße 10 (Karte)            | 17./18. Jahrhundert                                  | Ehemalige Zehntscheuer, sogenannte Kaserne. Stattliches, giebelständiges Fachwerkhaus aus dem 17. Jahrhundert. Profilierte Schwellen und Konsolen. Rückseitig angebautes Fachwerk-Wohnstallhaus aus dem 18. Jahrhundert. Ausgestattet mit Krüppelwalmdach und Rundbogen-Kellereingang. Geschützt nach § 2 DSchG. |    |
|                | Fachwerk-Einhaus                   | Ochsenbach, Dorfstraße 14 (Karte)            | 17./18. Jahrhundert                                  | Giebelständiges Fachwerk-Einhaus aus dem 17./18. Jahrhundert. Geschützt nach § 2 DSchG. | BW |
|                | Fachwerk-Wohnhaus                  | Ochsenbach, Dorfstraße 16 (Karte)            | 19. Jahrhundert                                      | Traufständiges Fachwerk-Wohnhaus mit seitlichem Zwerchhaus. Geschützt nach § 2 DSchG. | BW |
|                | Kelter                             | Ochsenbach, Dorfstraße 17 (Karte)            | um 1730                                              | Stattlicher Einraum-Fachwerkbau in Ecklage und mit flachem Walmdach. Geschützt nach § 2 DSchG. | BW |
|                | Fachwerk-Wohnhaus                  | Ochsenbach, Dorfstraße 18 (Karte)            | 18. Jahrhundert                                      | Traufständiges Fachwerk-Wohnhaus mit seitlich offener Einfahrt. Geschützt nach § 2 DSchG. | BW |
|                | Fachwerkscheuer                    | Ochsenbach, Dorfstraße 19 (Karte)            | frühes 16. Jahrhundert                               | Traufständige Fachwerkscheuer aus dem frühen 16. Jahrhundert. Mit Verblattungen, ursprünglich wohl zum Pfarrhaus gehörend. Geschützt nach § 2 DSchG. | BW |
|                | Fachwerk-Wohnhaus                  | Ochsenbach, Dorfstraße 20 (Karte)            | bezeichnet 1559                                      | Giebelständiges Fachwerkgebäude mit Giebelvorsprüngen und geschwungenen Konsolen. Bezeichnet mit 1559. Seitlicher Fachwerk-Ausbau aus dem 19. Jahrhundert. Angeblich an hofseitigem Giebel vermauerter Arm von Kibanelle. Geschützt nach § 2 DSchG.                                                              |    |
|                | Ehemaliges Pfarrhaus               | Ochsenbach, Dorfstraße 21 (Karte)            | 18. Jahrhundert                                      | Stattlicher, giebelständiger Putzbau aus dem 18. Jahrhundert. Ausgestattet mit Krüppelwalmdach und Rundbogen-Kellertor. Geschützt nach § 2 DSchG. | BW |
|                | Wohnhaus                           | Ochsenbach, Dorfstraße 22 (Karte)            | 17. Jahrhundert                                      | Giebelständiges Wohnhaus aus dem 17. Jahrhundert. Fachwerk stößt leicht vor, profilierte Schwellen und starke Eckabfassung. Seitlich befindet sich ein auf 1829 bezeichneter Rundbogen-Kellereingang. Geschützt nach § 2 DSchG.                                                                                  | BW |
|                | Gehöft                             | Ochsenbach, Dorfstraße 24, 24a (Karte)       | 17. Jahrhundert                                      | Im 17. Jahrhundert erbautes giebelständiges Fachwerk-Wohnhaus. Seitlich ausgebaut und ausgestattet mit Zierrauten und profilierten Schwellen. Zeitgleich erbauter traufständige Fachwerkscheune. Geschützt nach § 2 DSchG.                                                                                       |    |
|                | Fachwerk-Wohnstallhaus             | Ochsenbach, Dorfstraße 25 (Karte)            | 18. Jahrhundert                                      | Giebelständiges Fachwerk-Wohnstallhaus aus dem 18. Jahrhundert. Ausgestattet mit Krüppelwalmdach und verkleideter Fassade. Geschützt nach § 2 DSchG. |    |
|                | Türsturz                           | Ochsenbach, Dorfstraße 25/2 (Karte)          | bezeichnet 1822                                      | Mit 1822 bezeichneter Türsturz an Scheuer. Geschützt nach § 2 DSchG. | BW |
|                | Kellerhals mit Rundbogentor        | Ochsenbach, Dorfstraße 27 (Karte)            |                                                      | Kellerhals mit Rundbogentor an Wohnhaus. Geschützt nach § 2 DSchG. | BW |
|                | Ehemalige Schule                   | Ochsenbach, Dorfstraße 29, 31 (Karte)        | bezeichnet 1793                                      | Traufständiges Fachwerk-Doppelhaus. Geschützt nach § 2 DSchG. |    |
|                | Fachwerk-Wohnhaus                  | Ochsenbach, Dorfstraße 34 (Karte)            | 18. Jahrhundert                                      | Giebelständiges Fachwerk-Wohnhaus aus dem 18. Jahrhundert. Geschützt nach § 2 DSchG. |    |
|                | Fachwerk-Wohnhaus                  | Ochsenbach, Dorfstraße 40 (Karte)            | 18. Jahrhundert                                      | Giebelständiges Fachwerk-Wohnhaus mit seitlich geschwungenen Brüstungskonsolen. Geschützt nach § 2 DSchG. | BW |
|                | Ehemalige Schmiede                 | Ochsenbach, Dorfstraße 41 (Karte)            | bezeichnet 1838                                      | Die ehemalige Schmiede, mit 1838 bezeichnet, ein traufständiges Fachwerk-Laubenhaus mit Holzstützen. Geschützt nach § 2 DSchG. | BW |
|                | Fachwerk-Wohnhaus                  | Ochsenbach, Dorfstraße 44 (Karte)            | 17. Jahrhundert                                      | Giebelständiges Fachwerk-Wohnhaus aus dem 17. Jahrhundert. Geschützt nach § 2 DSchG. |    |
|                | Wirtshausausleger                  | Ochsenbach, Dorfstraße 47 (Karte)            | 19. Jahrhundert                                      | Aus dem 19. Jahrhundert stammender schmiedeeiserner Wirtshausausleger des Gasthauses zum Schwanen. Geschützt nach § 2 DSchG. | BW |
|                | Fachwerk-Wohnhaus                  | Ochsenbach, Dorfstraße 58 (Karte)            | 17. Jahrhundert                                      | Giebelständiges Fachwerk-Wohnhaus aus dem 17. Jahrhundert. Geschützt nach § 2 DSchG. |    |
|                | Fachwerk-Wohnhaus                  | Ochsenbach, Dorfstraße 67 (Karte)            | 18. Jahrhundert                                      | Giebelständiges Fachwerk-Wohnhaus aus dem 18. Jahrhundert. Teilweise verputzt/verkleidet und ausgestattet mit einem Krüppelwalmdach und einem Rundbogen-Kellereingang. Geschützt nach § 2 DSchG. | BW |
|                | Fachwerk-Wohnhaus                  | Ochsenbach, Dorfstraße 72                    | 19. Jahrhundert                                      | Fachwerk-Wohnhaus in Ecklage aus dem 19. Jahrhundert. Ausgestattet mit hohem Massivsockel und einer Außentreppe. Verbunden mit seitlichem kleinerem Fachwerkgebäude. Geschützt nach § 2 DSchG. |    |
|                | Maskenstein                        | Ochsenbach, Dorfstraße 82 (Karte)            | bezeichnet 1934                                      | Mit 1934 bezeichneter Maskenstein an Wohnhaus. Geschützt nach § 2 DSchG. | BW |
|                | Fachwerk-Einhaus                   | Ochsenbach, Güglinger Straße 1 (Karte)       | 19. Jahrhundert (Gebäude), bezeichnet 1824 (Ofenfuß) | Fachwerk-Einhaus in Ecklage aus dem 19. Jahrhundert. Eingemauerter und mit 1824 bezeichneter Ofenfuß. Geschützt nach § 2 DSchG. | BW |
|                | Villa                              | Ochsenbach, Güglinger Straße 13, 13a (Karte) | bezeichnet 1906 (Villa) und 1914 (Garage)            | Stattliche Quaderbau-Villa eines Steinbruchbesitzers. Bezeichnet mit 1906 und ausgestattet mit Fachwerkgiebeln und Risaliten mit Zwerchgiebeln und Erker. Kräftige, rustizierte Umfassungsmauer. Dazugehörig eine mit 1914 bezeichnete Massiv-Garage. Geschützt nach § 2 DSchG.                                  | BW |
|                | Garage mit Wohnung                 | Ochsenbach, Güglinger Straße 20 (Karte)      | bezeichnet 1925                                      | Mit 1925 bezeichnete Garage mit Wohnung. Ausgeführt als giebelständiger Rustika-Massivbau mit Fachwerkgiebel. Geschützt nach § 2 DSchG. | BW |
|                | Sandstein-Tafeln                   | Ochsenbach, Güglinger Straße                 | 1928 bis 1937                                        | In Mauer eingefügte Sandstein-Tafeln der Weinbergbesitzer mit Namen und Daten von 1928 bis 1937. Geschützt nach § 2 DSchG. |    |
|                | Fachwerk-Einhaus                   | Ochsenbach, Häfnerhaslacher Straße 3 (Karte) | 19. Jahrhundert                                      | Traufständiges Fachwerk-Einhaus mit großem Zwerchgiebel und Rundbogen-Kellereingang. Geschützt nach § 2 DSchG. | BW |
|                | Ehemalige Schule, späteres Rathaus | Ochsenbach, Mutzigstraße 2 (Karte)           | 1722                                                 | Giebelständiger Fachwerkbau mit Dachreiter. Kopflage zur Spielberger Straße. Hier vermauerte Bautafel mit Datierung. Geschützt nach § 2 DSchG. |    |
|                | Backhaus                           | Ochsenbach, Spielberger Straße 4 (Karte)     | 19. Jahrhundert                                      | Backhaus als traufständiger Massivbau mit Fachwerkgiebel aus dem 19. Jahrhundert. Geschützt nach § 2 DSchG. | BW |
|                | Pfarrkirche                        | Ochsenbach, Spielberger Straße 5 (Karte)     | 13. bis 15. Jahrhundert                              | Evangelische Pfarrkirche „Unserer Lieben Frau“ aus dem 13. bis 15. Jahrhundert. Einfache Chorturmkirche, ehemalige Wehrkirche mit Wassergraben. Wurde 1901 renoviert. Geschützt nach § 28 DSchG. |    |
|                | Weinbergschützenhaus               | Ochsenbach, Gewann Geigersberg               | 18. Jahrhundert                                      | In die Stützmauer integrierter, gewölbter Unterstand aus dem 18. Jahrhundert. Im Innern eine Sitzbank und Nische. Geschützt nach § 2 DSchG. |    |
|                | Unterstand                         | Ochsenbach, Gewann Geigersberg               | um 1800                                              | In die Stützmauer integrierter Unterstand mit Wassertrog im Innern. Geschützt nach § 2 DSchG. |    |
| Weitere Bilder | Sühnekreuz                         | Ochsenbach, K 1642 (am Rudersberg) (Karte)   | 16./17. Jahrhundert                                  | Ein circa ein Meter hohes Sühnekreuz aus Stubensandstein in griechischer Form. Geschützt nach § 2 DSchG. |    |
|                | Gutshaus Kirbachhof                | Ochsenbach, Kirbachhof 1, 1/3a (Karte)       | 17./18. Jahrhundert (Stallgebäude), 1837 (Gutshaus)  | 1837 errichtetes ehemaliges Gutshaus, heutiges Forsthaus. Stattlicher, verputzter Massivbau mit Fachwerkgiebeln und Zwerchhäusern im Schweizerhausstil. Dazu ein massives Stallgebäude mit Krüppelwalmdach aus dem 17./18. Jahrhundert. Geschützt nach § 2 DSchG.                                                | BW |
| Weitere Bilder | Kibannele                          | Ochsenbach, Kibannelesee (Karte)             | um 1668                                              | Weibliche Sitzfigur, die sogenannte Kibannele. Gefertigt aus Sandstein auf hohem gemauertem Sockel inmitten eines Gewässers. Geschützt nach § 2 DSchG. |    |

### Spielberg
| Bild | Bezeichnung               | Lage                                       | Datierung           | Beschreibung | ID |
| ---- | ------------------------- | ------------------------------------------ | ------------------- | --- | -- |
|      | Fachwerkwohnhaus          | Spielberg, Herzog-Ulrich-Straße 8 (Karte)  | 19. Jahrhundert     | Traufständiges Fachwerkwohnhaus mit hohem Treppenaufgang. Baulich zusammenhängend mit Herzog-Ulrich-Straße 10. Geschützt nach § 2 DSchG.                                                                                | BW |
|      | Fachwerkhaus              | Spielberg, Herzog-Ulrich-Straße 10 (Karte) |                     | Traufständiges Fachwerkhaus aus dem 19. Jahrhundert, ehemaliges Haus von Gustav Werner. Baulich zusammenhängend mit Herzog-Ulrich-Straße 10. Mit 1948 bezeichnete Sandstein-Brüstungskonsole. Geschützt nach § 2 DSchG. | BW |
|      | Fachwerkwohnhaus          | Spielberg, Herzog-Ulrich-Straße 11 (Karte) | 16./17. Jahrhundert | Giebelständiges Fachwerkwohnhaus in Hanglage mit hoher Außentreppe. Datiert auf das 16./17. Jahrhundert mit späteren Veränderungen. Geschützt nach § 2 DSchG.                                                           | BW |
|      | Rundbogen-Kellereingang   | Spielberg, Herzog-Ulrich-Straße 19 (Karte) | 18. Jahrhundert     | Rundbogen-Kellereingang aus dem 18. Jahrhundert an Wohnhaus. Geschützt nach § 2 DSchG. | BW |
|      | Ehemaliges Schulhaus      | Spielberg, Herzog-Ulrich-Straße 25 (Karte) | 1841                | Traufständiger Putzbau von 1841 mit Mittelrisalit und Uhrtürmchen. Geschützt nach § 2 DSchG. | BW |
|      | Putzbau mit Zwerchhaus    | Spielberg, Herzog-Ulrich-Straße 37 (Karte) | 19. Jahrhundert     | Traufständiger Putzbau mit Zwerchhaus aus dem 19. Jahrhundert. Später ergänzte Sandstein-Blendfassade mit Dreiecks- und Volutenverzierung. Geschützt nach § 2 DSchG.                                                    | BW |
|      | Putzbau mit Zwerchhäusern | Spielberg, Herzog-Ulrich-Straße 39 (Karte) | 19. Jahrhundert     | Traufständiger Putzbau aus dem 19. Jahrhundert. Ausgestattet mit Zwerchhäusern und später ergänzter Sandsteinverblendung. Geschützt nach § 2 DSchG.                                                                     | BW |